# Етре Денијекур
Етре Денијекур (фр. Estrées-Deniécourt) насеље је и општина у североисточној Француској у региону Пикардија, у департману Сома која припада префектури Перон.
По подацима из 2011. године у општини је живело 336 становника, а густина насељености је износила 52,09 становника/km². Општина се простире на површини од 6,45 km². Налази се на средњој надморској висини од 75 метара (максималној 85 m, а минималној 69 m).

## Демографија
| 1962. | 1968. | 1975. | 1982. | 1990. | 1999. | 2011. |
| ----- | ----- | ----- | ----- | ----- | ----- | ----- |
| 238   | 255   | 285   | 253   | 252   | 245   | 336   |

График промене броја становника у току последњих година